# Atmo Hauts-de-France
L'Observatoire Régional de l'Air en Hauts-de-France ou Atmo Hauts-de-France est un observatoire agréé par l'État français destiné à surveiller la qualité de l'air dans la région Hauts-de-France.
D'abord existant en deux structures régionales "Atmo Nord-Pas-de-Calais" et "Atmo Picardie", Atmo Hauts-de-France est issue de leur fusion le 1er janvier 2017, à la suite de la réforme territoriale française.
Son objet est de mesurer la qualité de l'air, et d'informer les autorités et le public.

## Organisation
Les instances (Bureau, Conseil d’Administration, Assemblée Générale) sont composées, équitablement, des quatre collèges suivants : les collectivités locales, les services de l’État, les acteurs économiques contribuant aux émissions de polluants atmosphériques, les associations).

### L’Assemblée Générale (AG)
Composée de tous les membres d’Atmo Hauts-de-France, l’AG se réunit au moins une fois par an, pour débattre et voter les questions à l’ordre du jour (programme de surveillance, approbation des comptes, statuts, etc.). Les administrateurs y présentent le bilan de l’année, le budget prévisionnel, etc.

### Le Conseil d’Administration (CA)
Composé de membres issus des quatre collèges et élus lors des assemblées générales, le conseil d'administration se réunit au moins deux fois par an pour assurer le bon fonctionnement de l’Observatoire (définition des budgets prévisionnels, suivi des actions menées, etc.).
Composé des membres du CA, le bureau prépare les réunions et les questions à soumettre au CA et suit la mise en œuvre des décisions.
Atmo Hauts-de-France est présidée par Jacques Patris  depuis son origine. Il présidait la structure Nord-Pas de Calais auparavant, depuis le 23 juin 2014.

### Les Comités Territoriaux (CT)
7 comités territoriaux mailleront le territoire régional :
- Côte d'Opale Flandre
- Artois
- Arrondissement de Lille
- Hainaut/Douaisis/Nord Aisne
- Sud Aisne
- Somme
- Oise

### Les commissions thématiques
Composées des membres de l’Observatoire, les commissions thématiques (Technique/Études, Communication, Ressources) préparent les travaux qui seront présentés aux instances (projets et proposition de plan opérationnel, budget, etc.).

## Moyens
L'observatoire se caractérise par :
- plus de quarante années d'expertise
- 53 stations fixes de mesures en 2017
- 189 adhérents en 2018
- 54 salariés (équivalents temps pleins) en 2018
- plus de 30 polluants et familles de polluants surveillés dont 12 réglementaires

Le siège d'Atmo Hauts-de-France se trouve à Lille, dans le département du Nord. Atmo Hauts-de-France est membre de la fédération Atmo France qui regroupe toutes les associations agréées de surveillance de la qualité de l'air en France et en outre-mer.

## Accès public des données
Les résultats des mesures des stations fixes sont disponibles sur son site internet.

Les pics de pollution atmosphérique de la région sont médiatisés.